# صلاح بکور
صلاح بکور (انگلیسی: Salah Bakour؛ زادهٔ ۱۵ آوریل ۱۹۸۲) بازیکن فوتبال اهل فرانسه بود.
از باشگاه‌هایی که در آن بازی کرده‌است می‌توان به باشگاه فوتبال کان اشاره کرد.
وی همچنین در تیم ملی فوتبال الجزایر بازی کرده‌است.